# De Calwaert
De Calwaert is een geslacht waarvan leden sinds 1823 tot de Belgische adel behoren.

## Geschiedenis
De stamreeks is terug te voeren tot raad en ontvanger der koninklijke domeinen te Bouchain Isbrant de Caluwart die vanaf het jaar 1601 vermeld wordt, eerste vermelding van dit geslacht. In 1823 werden twee broers, Célestin en Lambert de Calwaert (1793-1865), ingelijfd in de erfelijke Belgische adel met de titel van baron, overgaande op alle afstammelingen. De inlijving van Célestin de Calwaert bleef zonder gevolg omdat de open brieven niet gelicht werden.
Anno 2019 zijn er nog twee mannelijke telgen in leven; de jongste is ongehuwd.

### Wapenbeschrijving
- 1823: Gevierendeeld, waarvan het eerste en vierde deel van zilver, beladen met drie vlammen van keel, op de middenste is geplaatst een schildje van lazuur, beladen met eenen klimmenden leeuw van goud, getongd van keel, het chef van lazuur, beladen met drie zespuntige sterren van goud. Het tweede en derde deel van zilver, beladen met vijf fusées van keel, en voor surtout een schild mede van keel, gezoomd van goud, en beladen met eenen klimmenden leeuw van hetzelfde, getongd van keel, op het geheel is geplaatst een schild van lazuur, beladen met eenen klimmenden leeuw van goud, getongd van keel. Het schild gedekt met eene kroon van goud met vijf fleurons, waarop drie helmen van zilver, gekroond, geboord, getralied en gesierd van goud, gevoerd van sabel, uit d'helm ter regterzijde zijn tot helmteeken komende twee hertepooten van zilver, geklaauwd van sabel, uit die in het midden is klimmende eenen van zilver gevleugelden, leeuw van goud, getongd en genageld van keel, dragende eene banier gelijkvormig aan het surtout van het tweede en derde deel van het schild, en uit die ter linker is klimmende de kop en hals van een bok van zilver, gehalsband van goud, voorts met zijne helmdekken van zilver en keel. Het schild ter wederzijde vastgehouden door eenen klimmenden leeuw van goud, getongd en genageld van keel, dragende ieder een banier, die ter regter zijde gelijkvormig aan het eerste en vierde deel, echter beladen met het surtout van het tweede en derde deel des schilds, en die ter linker beladen met het tweede en derde deel, en waarop het surtout van het eerste en vierde deel des schilds.

## Enkele telgen
Lambert baron de Calwaert (1793-1865)
- Eugène baron de Calwaert (1822-1896)
  - Louis baron de Calwaert (1851-1909)
    - Ludovic baron de Calwaert (1881-1922)
      - Dr. Serge baron de Calwaert (1920-1985)
        - Jehanne barones de Calwaert (1949); trouwde in 1973 met Michel de Ville de Goyet (1944), oud-journalist bij de RTBF
        - Ludovic baron de Calwaert (1951), handelsagent, chef de famille
          - Pierre baron de Calwaert (1975), afgestudeerd in communicatiewetenschappen, vermoedelijke opvolger als chef de famille